# Saqui barbut de dors vermell
Chiropotes chiropotes és una espècie de mico de la família dels pitècids que es troba al Brasil i Veneçuela.